# الإبرة الفضائية

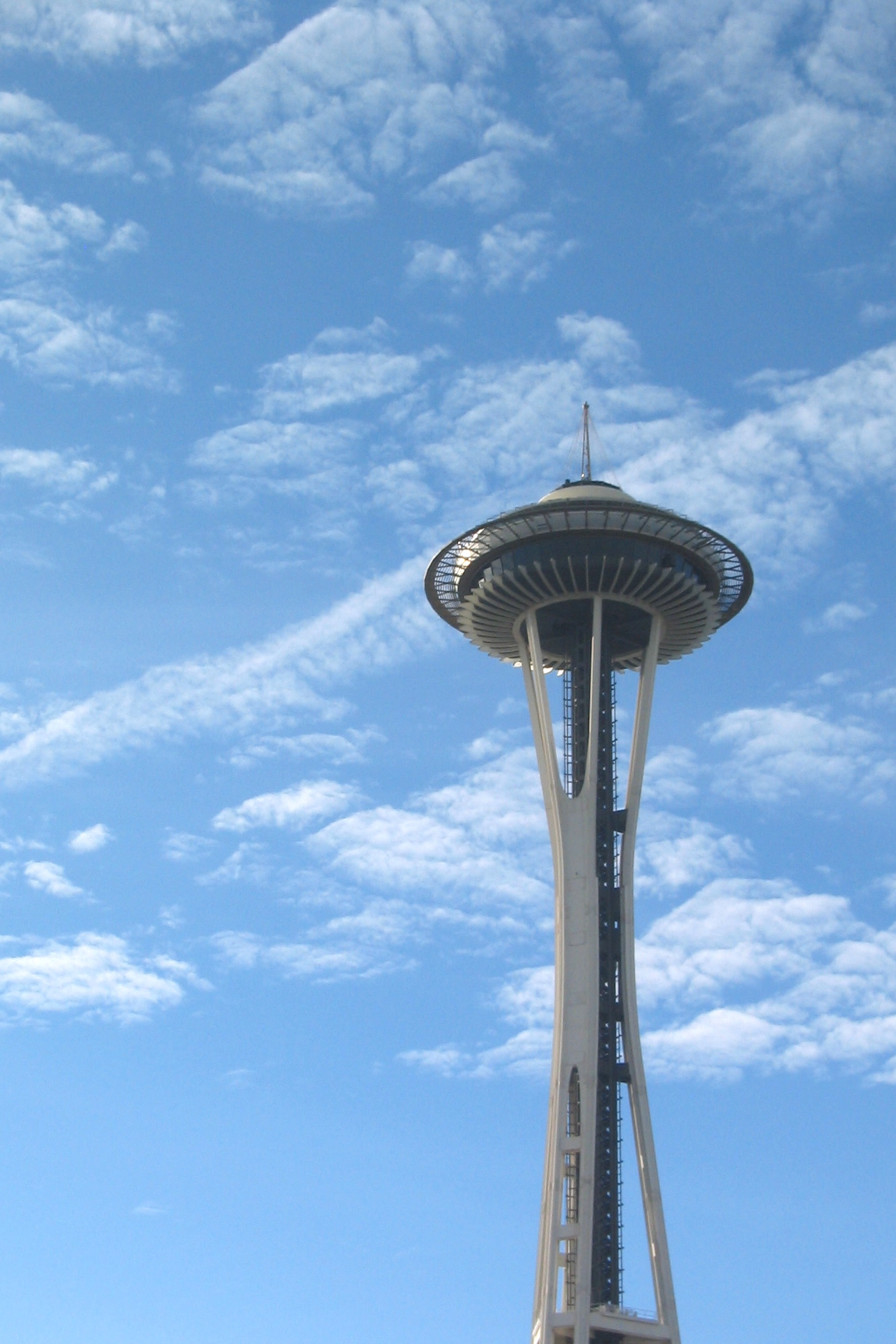
إبرة الفضاء في سياتل

سبيس نيدل أو إبرة الفضاء (بالإنجليزية: Space Needle)‏ هو أحد المعالم البارزة لشمال غرب المحيط الهادي ، ويعتبر رمزا لمدينة سياتل الأمريكية بواشنطن ، وهو عبارة عن برج يبلغ ارتفاعه 184 م (605 قدم) ويبلغ عرضه 42 م (138 قدم) في أوسع نقطة ويبلغ وزنه 9.550 طن .

## معرض صور

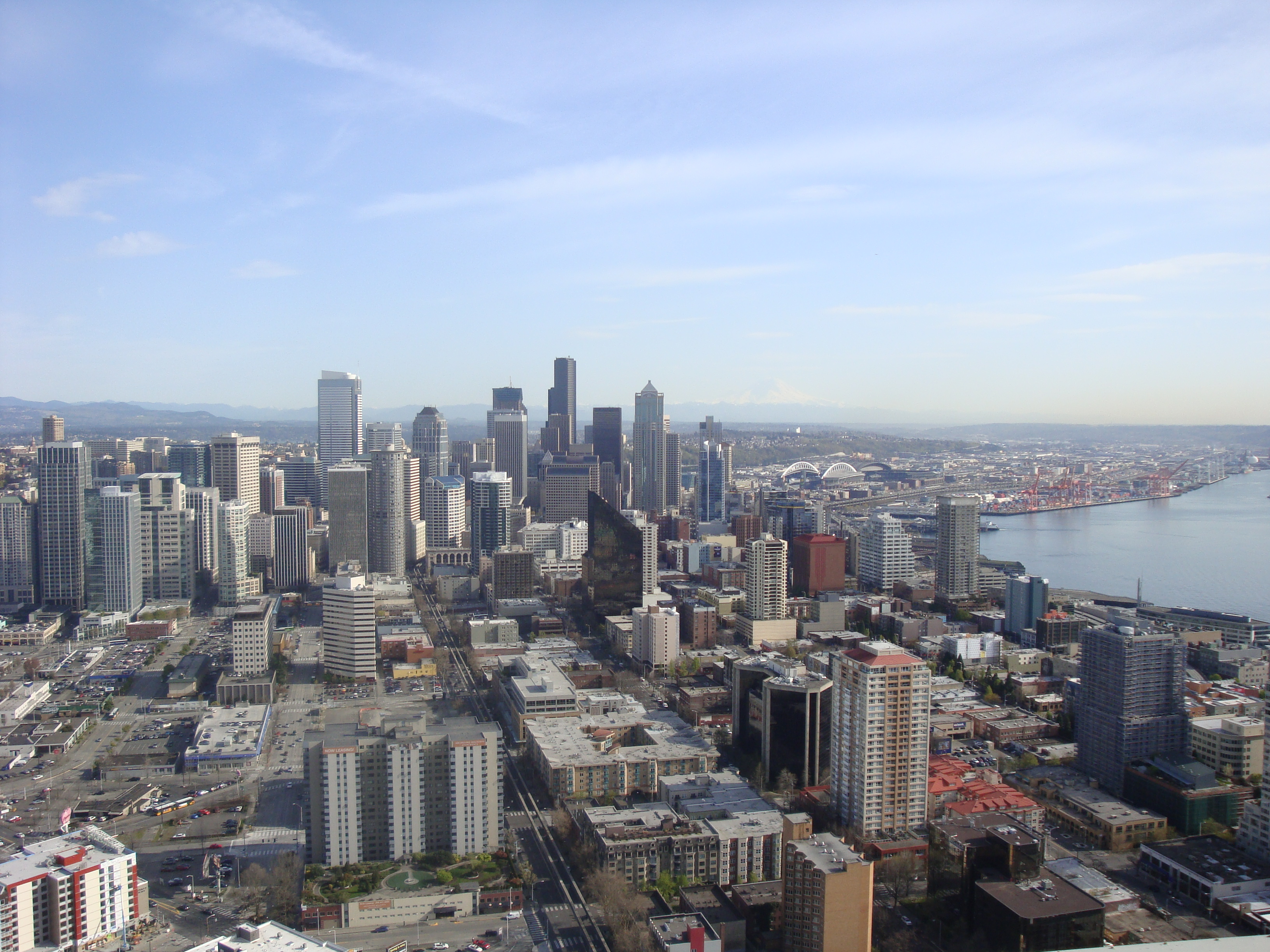
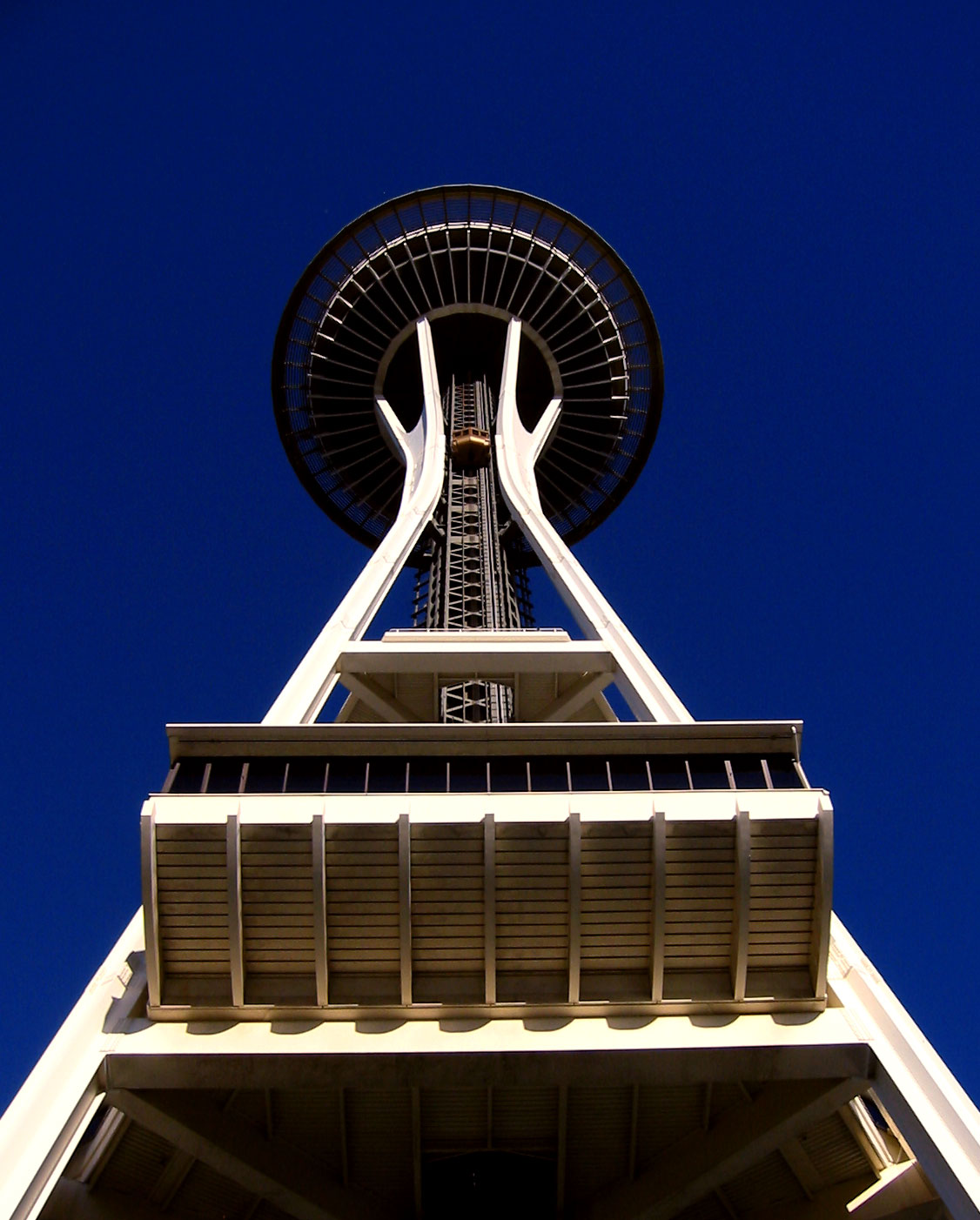
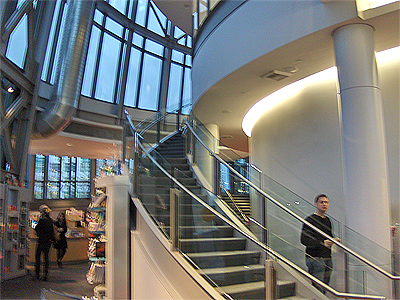
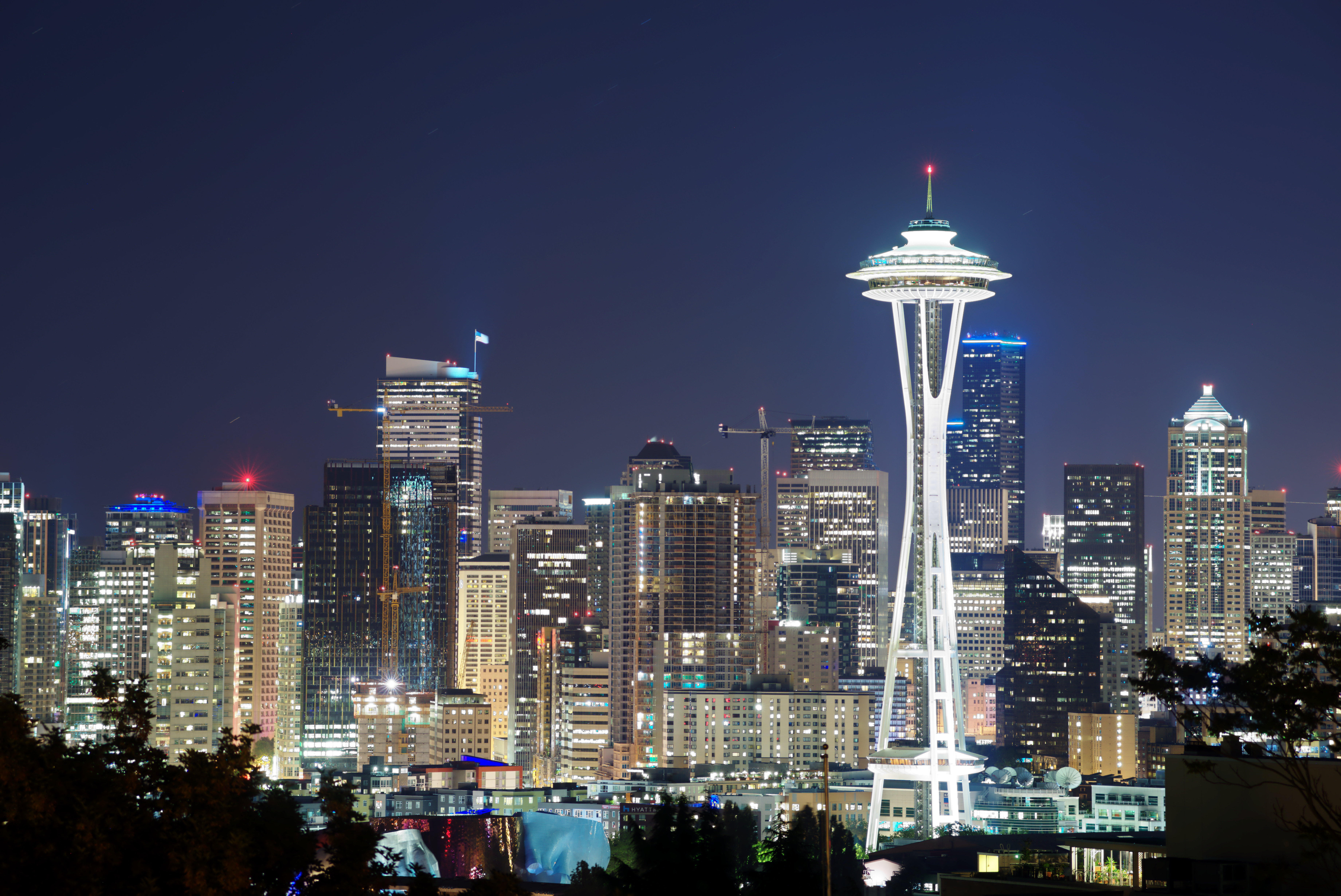
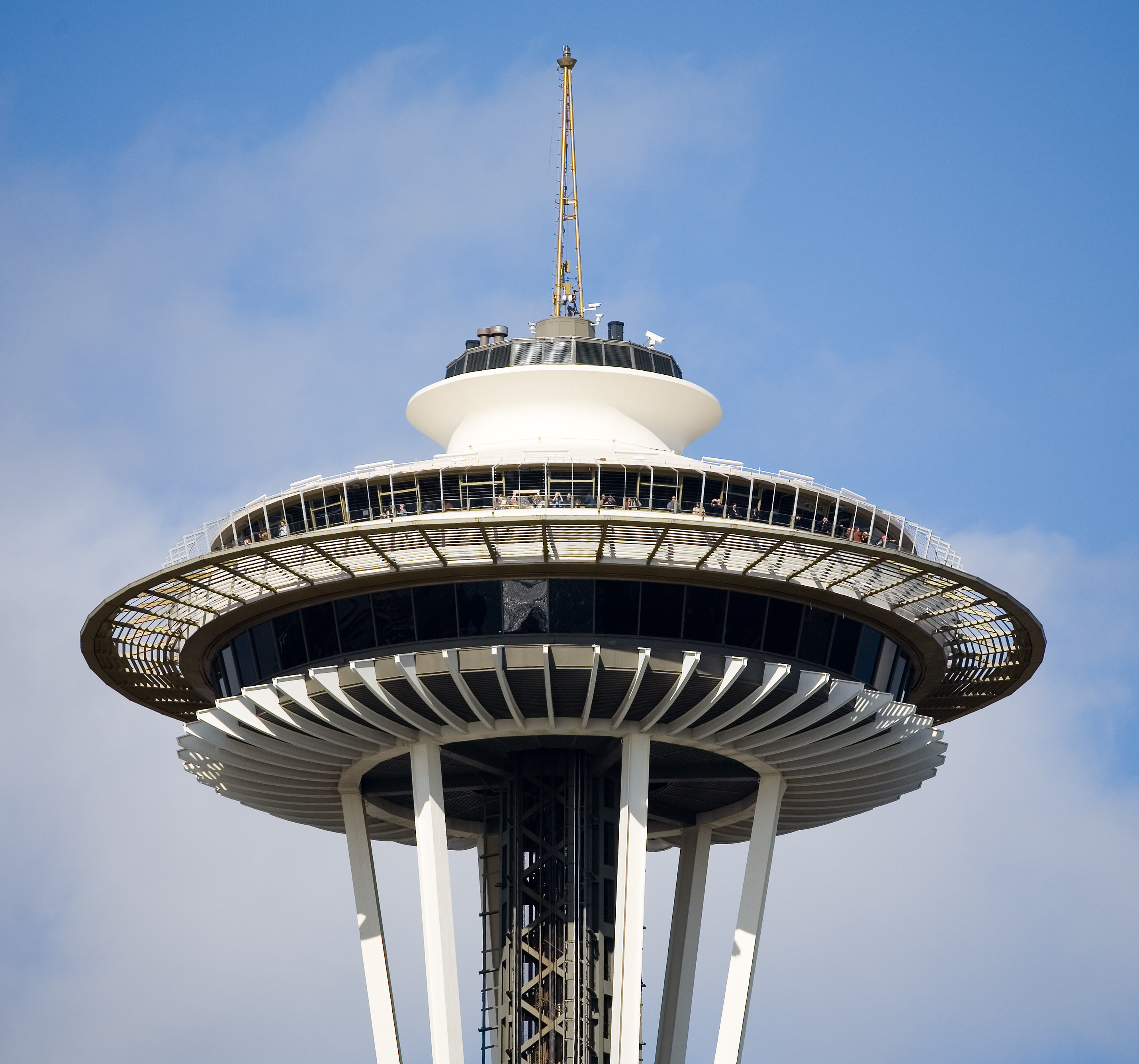

## وصلات خارجية
- الموقع الرسمي